# Linear Technology

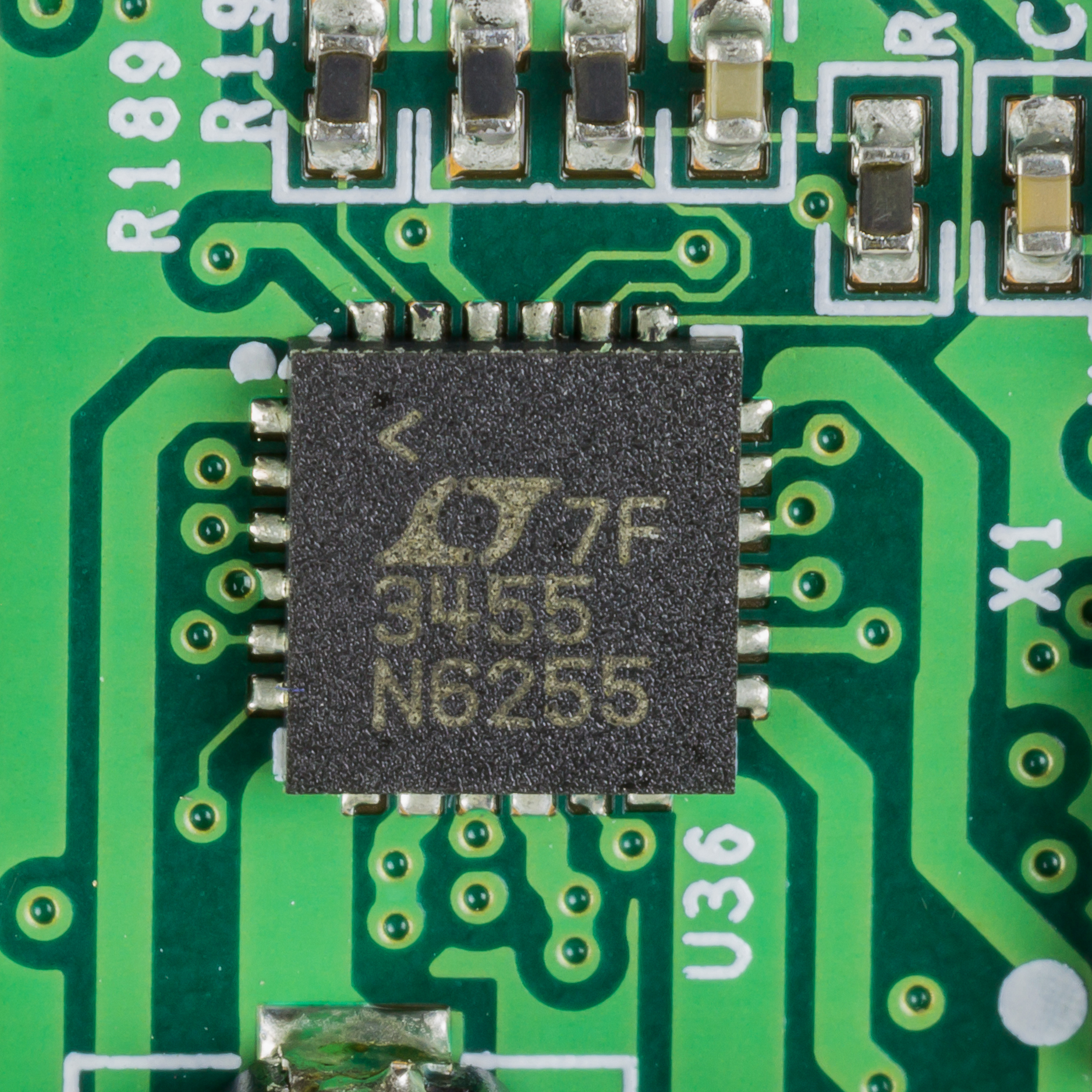
Integrierte Schaltung von Linear Technology

Die Linear Technology Corporation war ein 1981 von Robert Swanson und Robert Dobkin gegründeter US-amerikanischer Halbleiter- und Softwarehersteller. Das Unternehmen produzierte hauptsächlich integrierte Schaltungen (ICs) für den Einsatz in Telekommunikationsgeräten, der Luft- und Raumfahrt sowie für die Automobilindustrie. Darüber hinaus war Linear Technology Entwickler der Schaltungssimulationssoftware LTspice und des Energiemanagementsystems des Toyota Prius.
Die Aktien wurden an der NASDAQ unter dem Kürzel LLTC gehandelt.
Am 26. Juli 2016 wurde der Aufkauf des Unternehmens um 14,8 Milliarden US-Dollar durch Analog Devices bekannt gegeben. Die Übernahme wurde am 10. März 2017 finalisiert.